# Donatella Di Cesare
Donatella Di Cesare, né le 29 avril 1956 à Rome, est une philosophe, essayiste et éditorialiste italienne. Elle enseigne la Philosophie théorétique à l’Université de Rome « La Sapienza ». Elle écrit pour L’Espresso et Il Manifesto. Ses livres et ses essais sont traduits en anglais, français, allemand, espagnol, danois, croate, polonais, finlandais, norvégien, turc et chinois.

## Biographie

### Formation
Durant la première partie de ses études, qu'elle effectue surtout en Allemagne, d’abord à l’Université de Tübingen puis à l’Université de Heidelberg où elle est la dernière étudiante de Hans-Georg Gadamer, elle s’occupe de phénoménologie et d’herméneutique philosophique proche de la déconstruction de Jacques Derrida. De nombreux essais et deux livres correspondent à cette période : Utopia del comprendere, Il melangolo, Gênes 2003 (en anglais : Suny Press, Albany 2013), et Gadamer, Il Mulino, Bologne 2007 (en allemand : Mohr Siebeck, Tübingen 2009 ; en croate : Demetra, Zagreb 2010 ; en anglais : Indiana University Press, Bloomington 2013).
Après la publication des Schwarze Hefte (Cahiers noirs) de Martin Heidegger, elle s’interroge sur la responsabilité de la philosophie face à l’Holocauste et publie Heidegger, les Juifs, la Shoah. Les « Cahiers noirs ». La question de la violence est le thème du volume Tortura, Bollati Boringhieri, Turin 2016 ; celui  de la terreur, de Terreur et modernité puis celui de la souveraineté, déjà traité dans les essais sur la théologie politique de Baruch Spinoza. Le conflit épocal entre l’état et les migrants est le sujet du livre Stranieri residenti. Una filosofia della migrazione, Bollati Boringhieri, Turin 2017, qui a reçu le Premio Pozzale pour les essais 2018 et le Premio Sila – Economie et Société 2018. Les questions philosophico-politiques sur l’étrangeté et sur le mythe de l’identité sont les thèmes abordés dans l’ouvrage Marrani. L’altro dell’altro, Einaudi, Turin 2018. Elle offre une synthèse de sa pensée dans Sulla vocazione politica della filosofia, Bollati Boringhieri, Turin 2018 et fait partie du Comité Scientifique de l’Internationale Wittgenstein-Gesellschaft et des  « Wittgenstein-Studien ». De 2011 à 2015, elle est vice-présidente de la Martin Heidegger-Gesellschaft, dont elle démissionne le 3 mars 2015 à la suite de la publication des Schwarze Hefte (Cahiers noirs). Elle est membre de l’Association Italienne Walter Benjamin et dirige depuis 2016 la collection « Filosofia per il XXI secolo » des éditions Mimesis. Depuis 2018, elle est membre du Conseil Scientifique et Stratégique du CIR Onlus, le Conseil Italien pour les Réfugiés.
Professeur invitée auprès de nombreuses universités : Stiftung-University of Hildesheim (Allemagne) 2003 ; Université de Fribourg-en-Brisgau (Allemagne), 2005. Kulturwissenschaftliches Forschungskolleg de Cologne (Allemagne), 2007, elle est, durant le semestre d’hiver de 2007, professeur invitée émérite des Arts et des Humanités à l’Université d’État de Pennsylvanie (États-Unis). En 2012, elle est professeur invitée au Département de Langes et Littératures de la Brandeis University (États-Unis). Durant le semestre d’hiver de 2016, elle a été Brocking Visitorship à l’Université Queen’s (Canada). En 2017, elle a été invitée à enseigner un an à l'École normale supérieure de Pise (Italie).

### En français
- Un virus souverain. L’asphyxie capitaliste, La fabrique éditions, Paris, 2020.
- Heidegger, les Juifs, la Shoah. Les « Cahiers noirs », Seuil, Paris 2016.

### En italien
- Sulla vocazione politica della filosofia, Bollati Boringhieri, Torino 2018.
- Marrani, Einaudi, Torino 2018.
- Terrore e modernità, Einaudi, Torino 2017.
- Stranieri residenti. Una filosofia della migrazione, Bollati Boringhieri, Torino 2017.
- Tortura, Bollati Boringhieri, Torino 2016.
- Heidegger & Sons. Eredità e futuro di un filosofo, Bollati Boringhieri, Torino 2015.
- Heidegger e gli ebrei. I "Quaderni neri", Bollati Boringhieri, Torino 2014.
- Crimini contro l'ospitalità. Vita e violenza nei centri per gli stranieri, il melangolo, Genova 2014.
- Israele. Terra, ritorno, anarchia, Bollati Boringhieri, Torino 2014.
- Il nuovo realismo è un populismo, (con C. Ocone e S. Regazzoni), Il melangolo, Genova 2013.
- La giustizia deve essere di questo mondo. Paesaggi dell'etica ebraica, Fazi, Roma 2012.
- Se Auschwitz è nulla. Contro il negazionismo, Il melangolo, Genova 2012.
- Grammatica dei tempi messianici, [1ª ed. Albo Versorio, Milano 2008] Giuntina, Firenze 2011.
- Gadamer, Il Mulino, Bologna 2007.
- Ermeneutica della finitezza, Guerini & Associati, Milano 2004.
- Utopia del comprendere, il nuovo melangolo, Genova 2003.
- Marx e la Comune di Parigi, in Leggere Marx oggi, a cura di P. Granata e R. Pierri, Rubbettino, Soveria Mannelli 2012, pp. 123–128.
- Terra-madre o terra-sposa? Ripensando il sionismo, in «La Rassegna mensile di Israel» 77 (2011), 29-44.
- Il dialogo delle lingue e la globalizzazione, in «Giornale di Metafisica», XXXIII (2011) n.1-2, 17-26.
- Il linguaggio paradigma della comunità a-venire. Su Humboldt nel futuro, in «La società degli individui» 41, 2011/2, 105-116.
- L'identità negata. Sui marrani, in Identità di confine, a cura di I. Kajon, Lithos, Roma 2010, 43-64.
- Celan, Adorno e la poesia dopo Auschwitz, in L'acuto del presente. Poesie e poetiche a metà del Novecento, a cura di C. Sandrin, Edizioni dell'Orso, Alessandria 2009, 33-46.
- Buber e l'utopia anarchica della comunità, in M. Buber, Sentieri in utopia. Sulla comunità, Marietti, Genova-Milano 2009, 7-34.
- Esilio e globalizzazione, in «Iride» 2008 (54), 273-286.
- Escatologia della pace messianica, in S. Mosès, Al di là della guerra. Tre saggi su Levinas, il nuovo melangolo, Genova 2007, 103-117.
- La «differenza» dell'ebraismo. Riflessioni tra Rosenzweig, Scholem, Derrida, Levinas, in La rassegna mensile di Israel, 73, 2007, 1-17.
- Comprendere, in Enciclopedia filosofica, Bompiani, Milano 2006, vol. III, 2063-2067.
- Tradurre è redimere. Sulla teologia del linguaggio di Walter Benjamin, in Teologia e politica. Walter Benjamin e un paradigma del moderno, a cura di M. Ponzi e B. Witte, Aragno, Torino 2006, 101-120.
- La parola salvifica della filosofia, in Incontri con Hans-Georg Gadamer, Bompiani, Milano 2000, 100-107.
- Parola, lógos, dabar: linguaggio e verità nella filosofia di Vico, in Bollettino del Centro di Studi vichiani, 22-23, 1992-1993, pp. 251–287.
- Il linguaggio nella filosofia di Karl Jaspers – Introduzione a K. Jaspers, Il linguaggio. Sul tragico, a cura di Donatella Di Cesare, Guida, Napoli 1993, pp.  7–80.
- Introduzione in, Wilhelm von Humboldt, La diversità delle lingue, a cura di Donatella Di Cesare, Bari-Roma, Laterza, [1991] 2005, pp. XV-CX.